# Tunicela

Tunicela elaborada y simple

La tunicela es la vestidura exterior propia y característica de los subdiáconos. 
A partir del siglo XI, la tunicela apenas se diferencia de la dalmática que usan los diáconos salvo cuando la llevaba el obispo debajo de la casulla para utilizarla en los pontificales. Sin embargo, desde el siglo IX en que se tiene su primera noticia, su estructura era la de una simple túnica sin adornos o menos adornada y más estrecha que la propia dalmática. A imitación de ella, se hicieron desde el siglo IX dalmáticas para uso de los acólitos para utilizar en funciones muy solemnes.
A excepción de los institutos de vida consagrada y las sociedades de vida apostólica que tienen permiso de emplear exclusivamente la forma 1962 del rito romano y mantienen el subdiaconado, las tunicelas se usan en casos esporádicos, bien en el ámbito de celebraciones litúrgicas tradicionales, bien vestidas por acólitos en algunos lugares, especialmente de tradición hispánica.
A partir de 1972, dejó de existir el subdiaconado por el motu proprio del papa Pablo VI "Ministeria quaedam", por lo que  esta vestidura ya no se usa prácticamente.